# Salix stipularis
Salix stipularis är en videväxtart som beskrevs av James Edward Smith. Salix stipularis ingår i släktet viden, och familjen videväxter. Inga underarter finns listade i Catalogue of Life.